# Hyperalonia morio
Hyperalonia morio är en tvåvingeart som först beskrevs av Fabricius 1775.  Hyperalonia morio ingår i släktet Hyperalonia och familjen svävflugor. Inga underarter finns listade i Catalogue of Life.